# ギヤースッディーン・ナッカーシュ
マウラーナー・ギヤースッディーン・ナッカーシュ（Mawlānā Ghiyāth al-dīn Naqqāsh (غیاث الدین نقاش) (fl. 1419-22)）は、ティムール朝のミールザー・シャールフ（r. 1404–1447）から明の永楽帝（r. 1402–1424）に派遣された外交使節である。遣使の道中で目にしたことを記録に残しており、貴重な史料になっている。なお、名前のラテン・アルファベットへの転写例は次のものがある
Ḡīāṯ-al-Dīn Naqqaš,
Ghiyasu'd-Din Naqqash, 
Ghiyāthu'd-Dīn Naqqāsh,  or
Ghiyathuddin Naqqash.

## 人物像
ギヤースッディーン・ナッカーシュは、ヘラートのシャールフの宮廷を発ち1419年に永楽帝の下に到着した大規模な使節団で記録係をつとめており、ナッカーシュという職業に基づいたあだ名から、絵描きであったと推測される（バルトリドの説）。
遣使記録で語られていること以上の情報は何もない。ギヤースッディーン・ナッカーシュがマウラーナー・ギヤースッディーン・スィムナーニー（Mawlānā Ghiyāthu'd-Dīn Simnānī）という人物と同一人物であるという説も過去には出たが（Rosemarie Quiring-Zoche 1980）、まったく根拠がないとみなされている。

## シャールフの遣明使節団
使節団にはシャールフの名代（シャーディー・フワージャとキョクチェ Shādī Khwāja and Kökchä）のほかに、太子バイスングル Bāysonḡor の名代（スルターン・アフマドとギヤースッディーン・ナッカーシュ Sultān Ahmad and Ghiyāth al-dīn Naqqāsh）が含まれていた。使節団は、1419年11月24日（ヒジュラ暦822年ズルカアダ月6日）にティムール朝の首都ヘラートを出発し、バルフを経て、サマルカンドに向かった。サマルカンドでは、マーワラーアンナフル総督のウルグ・ベグが明朝に送る使節と合流する予定だったが、そちらはすでに出立してしまっており、ナッカーシュのいた使節団は、明朝に帰る「遣ティムール朝使節団」とともに、1420年2月25日にサマルカンドを発った。
使節団はタシケントやサイラムを経由するルートを通った。トゥルファンとハミには、いずれも不信仰者（カーフィル）のコミュニティがあったとナッカーシュは記録している。ナッカーシュはキリスト教徒と仏教徒を目撃したものとみられる。
使節団は1420年8月29日に、万里の長城の西端、嘉峪関に到り、明帝国の支配領域に入った。長城から45キロメートルほどのところに粛州という町があり、そこで使節団の人数と各人の名前が登録された。当時の中央アジアを往来した外交使節の例に漏れず、シャールフの使節団には多数の商人がコバンザメのようについてきており、使節団は全体で500人に達しようとする大所帯であった。
使節団は、粛州から北京まで2900キロメートルあまりの路程を、整備された駅伝制を利用して旅した。贛州を経由して蘭州で黄河を渡った。この際、舟橋で渡河したことが印象深かったとつづられている。現存するナッカーシュの記録は散逸してしまったが、その後、西安を経由した。11月18日に潼関で再び黄河をわたり、12月3日に北直隷の主都正定に到り、12月14日に北京に着いた。
使節団は永楽帝の下で5ヶ月過ごした。ナッカーシュによると、接遇を担当した明朝の高官はハーッジー・ユースフ・カーズィー（Hājjī Yūsuf Qāzī）という名前の、アラビア語とモンゴル語とペルシア語と中国語を解する一人のマウラーナー Mawlānā であった。
ナッカーシュは、滞在中に見た宮廷内の行事（朝見の儀など）や歌舞音曲（雑技芸術など）について詳しく記録に残している。また、凌遅刑の執行も見ることになり、記録している。
ティムール朝の使節団は、1421年5月18日に北京を去って帰路についた。旅の途中でモンゴル（北元）の侵入があって赣州、粛州には予定より数ヶ月遅れて到着した。嘉峪関では入国時の名簿に登録した人数と名前と出国する人員の人数と名前が一致するまで長い時間をかけて調べられ、1422年1月13日になってようやく出国が認められた。
ヘラートから出立した使節団は、1422年8月29日（ヒジュラ暦825年ラマダーン月11日）にヘラートに戻った。
ギヤースッディーン・ナッカーシュは詳細な旅の記録をつけており、中国の物産の豊かさや市場の巨大さ、駅伝制度のすばらしさについて書いている。駅伝制についてはペルシアと比較して、もてなしが温かく、提供される宿が快適であり食事がよいとしている。また、物品の豪華さや、それを作る職人の技術の見事さについて記載している。

## 記録の伝世

### 原語（ペルシア語）版
ティムール朝の外交使節の一員として中国へ行ったギヤースッディーン・ナッカーシュの記録は、イスラーム教徒が中国について書いた記録の中でも特に重要で、よく知られたものである。明朝初期の交通や対外関係に関する一級史料である。ナッカーシュ自身が書いた記録の原本は散逸したが、その直後から、その内容がペルシア語やトルコ語で書かれた本に引用されており、大部分の復元が可能である。
シャールフお抱えの歴史家であったハーフェゼ・アブルー（1430年没）が編纂したペルシア語で書かれた年代記『ズブダ・タワーリーヒ・バーイスングリー』（Zobdat al-tawāriḵ-e Bāysonḡori or Zubdatu-t-tawārīḫ-i Bāysunġurī) (زبده التواریخ بایسنقری)）がナッカーシュの記録の内容を引用するもっとも古い写本である。
なお、シャールフの命を受けてインドに行った外交使節団もあり、その一員であったアブドゥッラッザーク・サマルカンディーが残した記録もある（タイトルは Matla-us-Sadain wa Majma-ul-Bahrain (مطلع السعدين ومجمع البحرين) (The Rise of the Two auspicious constellations and the Confluence of the Two Oceans)）。

### トルコ諸語への翻訳
15世紀になると、ナッカーシュの記録のトルコ系諸言語への翻訳も現れる。 Tārīkh-i Khaṭā'ī ("History of Cathay") という題名の本がその内のひとつで、ケンブリッジ大学図書館が写本を保管している。当該トルコ語翻訳は、ヒジュラ暦900年（西暦1494年か1495年）にアルデスターンの領主のために制作された。この領主はペルシア語を解さないトルコ人であった。オスマン帝国外で作られたナッカーシュの記録のトルコ語翻訳は、これが唯一という点でも当該写本は注目される。 Ildikó Bellér-Hann という言語学者は、写本の翻訳者が使用する独特の言い回しを "Türk ʿAcämī" と呼び、これがこんにち「アゼルバイジャン語」と呼ばれている言語になった可能性を指摘する。
ギヤースッディーン・ナッカーシュの記録の内容は、16世紀から18世紀にかけての時代にオスマン帝国内でトルコ語で書かれ、出版された種々のアンソロジー本によく引用された。有名なものとしては、キャーティプ・チェレビーの著書 Jihān-numā がある。同書における中国に関する記述は、ナッカーシュの記録のほか、アリー・アクバル・ハターイーという商人が書いた Khataynameh (1516年) と、もうひとつヨーロッパ人が書いた中国紀行が元である。

### 西洋近代語への翻訳
1934年に K.M. Maitra が、ハーフェゼ・アブルーの年代記からナッカーシュの記録を抜粋して英語に翻訳し、ラホールで出版した（"A Persian Embassy to China: Being an extract from Zubdatu't Ol Tawarikh of Hafiz Abrut"）。1960年代には Maitra の英語翻訳が絶版になって久しく、まったく手に入らない状態になっていたので、コロンビア大学の L. Carrington Goodrich が大英博物館から翻訳のマイクロフィルムへの写しを取り寄せ、1970年にリプリント版を出版した（1970年）。
1989年には Wheeler Thackston が、ナッカーシュの記録について、何種類かの異本をつきあわせた校定本を出版した。
2005年には Ildikó Bellér-Hann が上述のアルデスターン領主 Hājjī bin Muhammad の "Türk ʿAcämī" (proto-Azerbaijani) への翻訳の、ラテン・アルファベット転写付き、英語翻訳を出版した。
2009年には、ハーフェゼ・アブルーが引用したギヤースッディーン・ナッカーシュの記録のロシア語翻訳がカザフスタンで出版されている。

## 文献
- Abru, Hafiz (1970), A Persian embassy to China, being an extract from Zubdatu't tawarikh of Hafiz Abru, New York: Paragon Book Reprint Corp.. "Translated by K.M. Maitra, M.A., Professor of Persian, Dyal Singh College, Lahore. With a new introduction by L. Carrington Goodrich, Dean Lung Professor Emeritus of Chinese, Columbia University.
- Bellér-Hann, Ildikó (1995), A History of Cathay: a translation and linguistic analysis of a fifteenth-century Turkic manuscript, Bloomington: Indiana University, Research Institute for Inner Asian Studies, ISBN 0-933070-37-3
- Soucek, Priscilla (2001) Ḡīāṯ-al-Dīn Naqqaš at Encyclopædia Iranica
- Quatremère, Etienne Marc (1843), "Notice de l'ouvrage persan qui a pour titre: Matla-assaadeïn ou-madjma-albahreïn", Notices et extraits des manuscrits de la Bibliothèque du roi et autres bibliothèques, 14, Part 1, Imprimerie royale. The French translation is on pp. 387–426, preceded by the Persian text and a preface.
- Naqqash, Ghiyathuddin (1989), “Report to Mirza Baysunghur on the Timurid Legation to the Ming Court at Peking”, in Thackston, W. M., A Century of Princes: Sources on Timurid History and Art, The Aga Khan Program for Islamic Architecture at Harvard University and the Massachusetts Institute of Technology, ISBN 092267311X,  オリジナルの2012-10-23時点におけるアーカイブ。